# Rønhave
Rønhave ApS er en dansk mælkeproducent, der er lokaliseret ved Bramming. Virksomheden er ejet af Jørn Kjær Madsen sammen med sine børn, som etablerede det nuværende anpartsselskab i 2018. De har ca. 80 ansatte. Rønhave er kendetegnet ved at have 3.200 malkekøer fordelt på tre gårde, samt at dyrke 2.100 hektar landbrugsjord. Det gør Jørgen Kjær Madsens virksomhed, til den virksomhed i Danmark med flest malkekøer.